# TJ Thompson
TJ Thompson est un joueur de basket-ball américain né le 18 septembre 1982 à Manassas (États-Unis) (1,78 m pour 82 kg).

## Biographie
Arrivé en février 2007 au Hyères Toulon Var Basket en tant que joker médical de Mark Brown blessé, il avait des stats dignes de l'Euroleague dans son club des Albany Patroons (États-Unis) avec une moyenne de 25 points par match. Il était convoité par plusieurs clubs européens et français.
En janvier 2011, il rejoint Vichy en remplacement de Kareem Reid. Trois mois plus tard, le club rompt le contrat avec Thompson.

## Université
- 2001 - 2005 :  University of George Washington (NCAA)

## Clubs
- 2005 - 2006 :  Patroons d'Albany (CBA)

puis  Rome Gladiators (WBA)
puis  Maratonistas de Coamo (1er division)
puis  Fuerza Regia Monterey (1er division)
- 2006 - 2007 :  Patroons d'Albany (CBA)

puis  Hyères Toulon (Pro A)
- 2007 - 2009 :  Le Havre (Pro A)
- 2009 - 2010 :  Turów Zgorzelec (Polska Liga Koszykówki)

puis  EnBW Ludwigsburg (Basketball-Bundesliga)
- 2010 - 2011 :  Ilisiakos BC (ΕΣΑΚΕ)

puis  Jeanne d'Arc de Vichy Val d'Allier Auvergne Basket (Pro A)
- 2011 - 2012 :  RBC Verviers-Pepinster (Division 1)

## Statistiques

### Universitaires
Les statistiques en matchs universitaires de TJ Thompson sont les suivants :
| Année     | Équipe            | Matches | Titul. | Min./m. | %tir | %3pts | %l-f | rbds/m. | pass/m. | int/m. | ctr/m. | pts/m. |
| --------- | ----------------- | ------- | ------ | ------- | ---- | ----- | ---- | ------- | ------- | ------ | ------ | ------ |
| 2001-2002 | George Washington | 28      | 28     |         | 33,6 | 31,0  | 69,5 | 2,6     | 4,2     | 1,3    | 0,0    | 9,8    |
| 2002-2003 | George Washington | 29      | 29     | 36,1    | 41,8 | 39,2  | 80,5 | 2,59    | 6,1     | 1,52   | 0,07   | 12,55  |
| 2003-2004 | George Washington | 30      | 26     | 30,4    | 39,8 | 33,2  | 80,0 | 2,53    | 3,43    | 1,33   | 0,1    | 13,17  |
| 2004-2005 | George Washington | 30      | 30     | 30,4    | 42,0 | 39,2  | 82,3 | 2,27    | 2,9     | 1,27   | 0,03   | 13,57  |
| Total     |                   | 117     | 113    | 32,2    | 39,6 | 35,9  | 77,9 | 2,4     | 4,1     | 1,4    | 0,07   | 12,3   |